# Peter Alltschekow
Peter Alltschekow (ur. 28 marca 1949) – niemiecki polityk należący do Socjaldemokratycznej Partii Niemiec (SPD).
Od 20 grudnia 1990 do 10 listopada 1994 był deputowanym do Bundestagu z ramienia SPD. Wybrany został z list w Badenii – Wirtembergii.